# 野中浩之
野中 浩之（のなか ひろゆき）は日本のテレビ番組の構成作家、脚本家。専門分野は音楽番組、バラエティー番組が中心で歌手のコンサートの舞台構成・脚本を担当することもある。

## 人物
作家の塚田茂に師事し、塚田が創設したスタッフ東京に所属して数多くのテレビ番組の構成（台本）を担当した。また構成の取材分野も担当することがある。

## 主な構成担当番組
以下、個別に脚注のない番組の出典は「脚本データベース」。
- レッツゴーヤング（NHK総合）
- ヤングスタジオ101（NHK総合）
- スターどっきり㊙報告（フジテレビ）
- 週刊スタミナ天国（1990年 - 1996年、フジテレビ）[4]
- ドキッ!丸ごと水着女だらけの水泳大会（フジテレビ）
- 夕やけニャンニャン（フジテレビ）[2] - 取材担当
- 夕食ニャンニャン（フジテレビ）
- 火曜ワイドスペシャル・おニャン子のアブない夜だよ 生放送（1986年6月3日、フジテレビ） - 取材担当
- DAIBAクシン!!GOLD（1999年、フジテレビ）
- アイドルハイスクール 芸能女学館（フジテレビ）[5]
- 夢・音楽館（NHK総合）[6]
- NHK歌謡コンサート（NHK総合）
- 歌謡チャリティーコンサート（NHK総合）
- 1億3000万人が選ぶ!今すぐ歌いたい!最強のカラオケヒットソング（日本テレビ）
- 復活!歌の大辞テン（日本テレビ）
- うたコン（NHK総合）

## DVD・映像作品
- 細野晴臣イエローマジックショー（2007年12月22日発売、ポニーキャニオン：規格番号PCBP-51771） - ※構成担当で特典DVDでのインタビューに出演。